# Бердибеков, Дуюсе
Дуюсе Бердибеков (каз. Дүйсе Бердібеков; 1887 год, Мангышлакский уезд, Закаспийская область, Российская империя — 1960 год) — заведующий коневодством колхоза имени Кирова Шевченковского района Гурьевской области, Казахская ССР. Герой Социалистического Труда (1948).

## Биография
До 1947 года трудился рыбаком.
С 1947 года — заведующий конефермой колхоза имени Кирова Шевченковского района. В 1947 году ферма, которую возглавлял Дуюсе Бердибеков, вырастила 93 жеребят от 100 конематок. Указом Президиума Верховного Совета СССР от 23 июля 1948 за получение высокой продуктивности животноводства в 1947 году при выполнении колхозом обязательных поставок сельскохозяйственных продуктов и плана развития животноводства удостоен звания Героя Социалистического Труда с вручением ордена Ленина и золотой медали «Серп и Молот».
В 1955 году вышел на пенсию. Скончался в 1960 году.